# Bockfjorden
Bockfjorden er en fjordarm i vestsiden af Woodfjorden, i Haakon VII Land på nordkysten af Spitsbergen, Svalbard. Den går mod sydvest fra Woodfjorden mod Fred Olsenfjellet (Sverrefjellet, 1.312 m) og er omkring 12 kilometer lang. Indløbet ligger nord for Kapp Kjeldsen. 
Inderst i fjorden skærer en dal sydover mod Karlsbreen. Ved fjordbunden ligger Jotunkilderne, to varme kilder fra det tidligere vulkansk aktive Sverrefjellet. Vandtemperaturen i disse varme kilder er over 20 ºC. Kilderne er omgivet af kalkaflejringer hvor der er  færdselsforbud. Der ligger flere andre varme kilder i området.
Fjorden er opkaldt efter tyskeren Franz-Karl von Bock (f. 1876), som sammen med Bernhard Graf von Poninski foretog en stereofotografisk undersøgelse af Woodfjorden i 1907. Ekspeditionen var organiseret af polarforskeren Theodor Lerner.